# Proporzec dla mistrzowskich baterii zmotoryzowanych

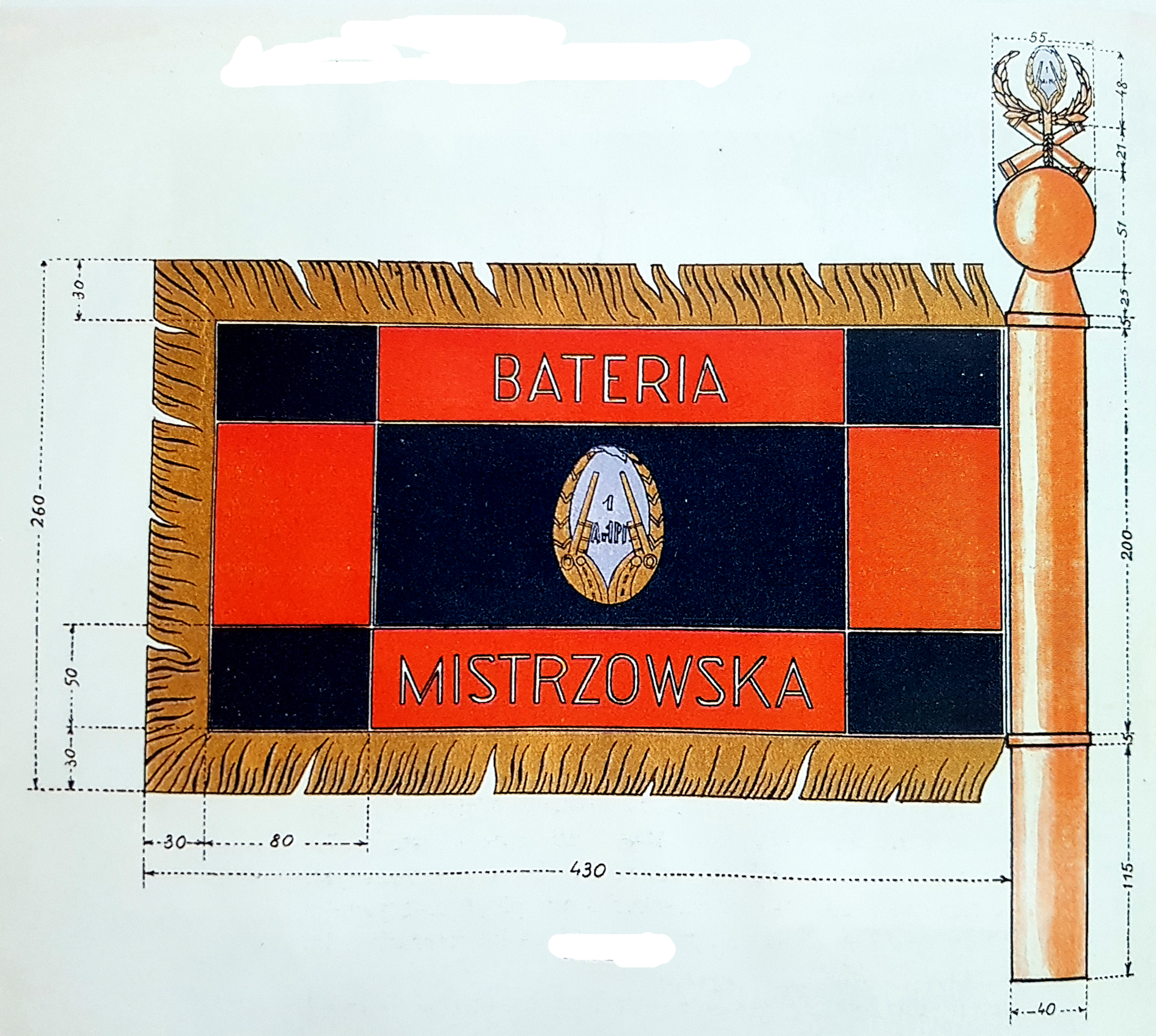
Wzór proporca dla mistrzowskiej baterii zmotoryzowanej

Proporzec dla mistrzowskich baterii zmotoryzowanych – proporzec Wojska Polskiego II Rzeczypospolitej, używany w pododdziałach artylerii motorowej, w latach 1937–1939.
19 czerwca 1937 roku Minister Spraw Wojskowych generał dywizji Tadeusz Kasprzycki ustalił proporzec dla mistrzowskich baterii zmotoryzowanych, jako nagrodę przechodnią w zawodach wyszkoleniowych artylerii.
Proporzec składał się z:
- płatu o barwach danego rodzaju artylerii, z plecionymi frędzlami, usztywnionego przy pomocy drutu i dostosowanego do przyczepiania do tulei, z odznaką pamiątkową formacji pośrodku i napisem: „bateria mistrzowska" po obu stronach,
- metalowej tulei do osadzania na samochodzie lub motocyklu dowódcy baterii, na przednim prawym błotniku,  wewnątrz pustej, w górnej części stożkowatej, w dolnej -  wewnątrz gwintowanej z otworem do śruby wzmacniającej połączenie, z dwoma obrączkami  do przymocowania płatu,
- głowicy - jak przy buńczuku.
- części metalowe proporca są wykonane z brązu, złocone i polerowane.

Odznaka pamiątkowa formacji - według zatwierdzonego wzoru i materiału (na płacie - hartowana).

Płat sukienny - o barwach danego rodzaju  artylerii. 

Napisy na płacie haftowane srebrem, frędzle jedwabne ze sznura złotego.